# زوندركوماندوس
ساندركوماندوس Sonderkommandos ( تُلفظ بالألمانية: [ˈzɔndɐkɔˌmando] ، وحدة خاصة ) كانت وحدات عمل مؤلفة من سجناء معسكرات الموت الألمانية النازية. تألفت من سجناء، عادةً من اليهود، الذين أجبروا، بتهديدهم بالموت، على المساعدة في التخلص من ضحايا غرفة الغاز أثناء الهولوكوست. لم يكن لساندركوماندوس أي صلة بـ إس إس-ساندركوماندوس التي كانت وحدات مخصصة تم تشكيلها من مكاتب إس إس المختلفة بين 1938 و1945.
كان المصطلح الألماني نفسه جزءًا من اللغة الغامضة والكلامية التي استخدمها النازيون للإشارة إلى جوانب الحل النهائي (على سبيل المثال، «وحدات الانتشار» اينساتسكوماندو).

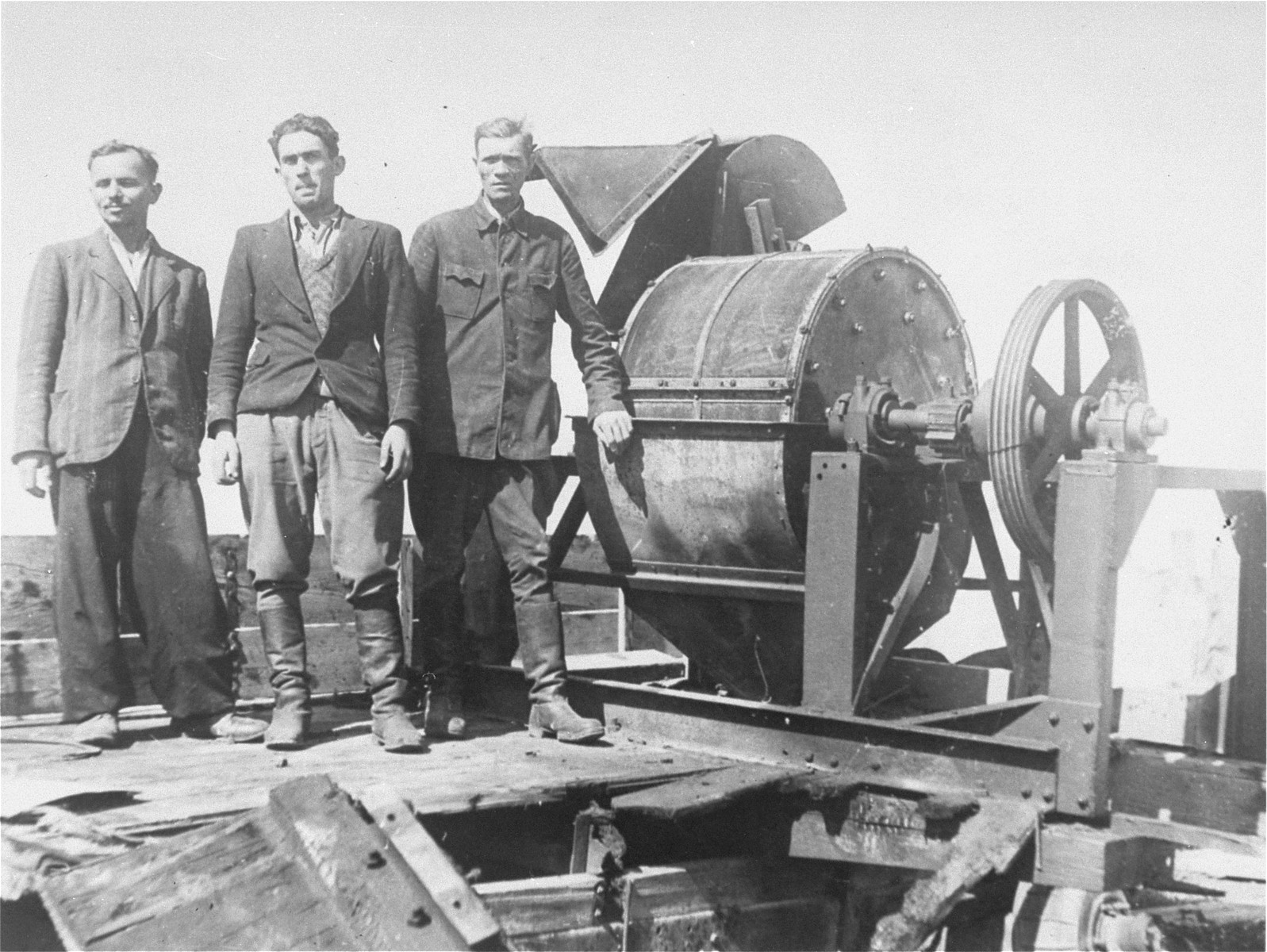
يقف الناجون من وحدة ساندركوماندوس 1005 بجانب مطحنة تستخدم لطحن العظام في معسكر اعتقال جانوفسكا, التقطت الصورة بعد التحرير

## عمال مصنع الموت

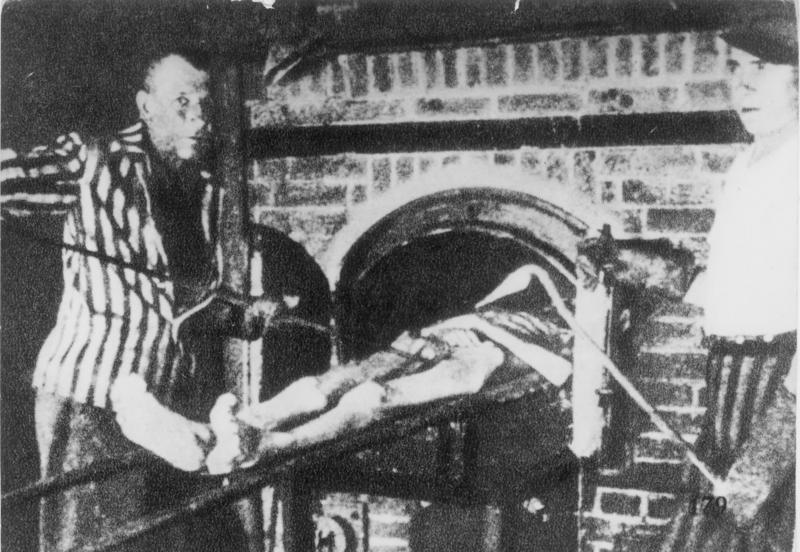
محرقة في داخاو، أول معسكر اعتقال أنشئ في عام 1933، ألمانيا

لم يشارك أعضاء ساندركوماندوس مباشرة في القتل؛ كانت المسؤولية عنها مناطة بإس إس، في حين كان واجب ساندركوماندوس'  التخلص من الجثث. في معظم الحالات، تم تجنيدهم فور وصولهم إلى المخيم وأجبروا على الذهاب إلى الموقع تحت تهديد بالقتل. لم يتم إعطاؤهم أي إشعار مسبق بالمهام التي سيتعين عليهم القيام بها. ولإرعابهم، في بعض الأحيان يكتشف المجندون في ساندركوماندوس أفراد من أسرهم وسط الجثث. في بعض الأماكن والبيئات، يمكن اعتبار ساندركوماندوس تعبيرًا تعريفيًا باسم Arbeitsjuden (اليهود للعمل). في أوقات أخرى، تم استدعاء Sonderkommandos Hilflinge (المساعدون). في بيركيناو، وصل عدد ساندركوماندوس إلى ما يصل من 400 شخص بحلول عام 1943، وعندما تم ترحيل اليهود هناك في عام 1944، تضخم عددهم إلى أكثر من 900 شخص لاستيعاب جولات القتل والإبادة المتزايدة.
نظرًا لأن الألمان كانوا بحاجة إلى أن يبقى ساندركوماندوس بصحة جسدية جيدة، فقد مُنحوا ظروفًا معيشية أفضل من غيرهم من النزلاء: لقد ناموا في ثكناتهم وتم السماح لهم بالاحتفاظ واستخدام سلع مختلفة مثل الطعام والأدوية والسجائر. على عكس السجناء العاديين، لم يتعرضوا عادةً للقتل التعسفي والعشوائي على أيدي الحراس. تم تحديد فائدتهم من خلال الكفاءة التي يمكنهم بها إبقاء مصنع الموت النازي قيد التشغيل. نتيجة لذلك، نجا أعضاء ساندركوماندوس لفترة أطول قليلاً في معسكرات الموت من السجناء الآخرين - لكن القليل منهم نجوا من الحرب.
نظرًا لأن لديهم معرفة بسياسة النازيين المتمثلة في القتل الجماعي، فقد اعتبر Sonderkommando Geheimnisträger - حاملين للأسرار - وعلى هذا النحو، احتُجزوا بمعزل عن السجناء الذين يستخدمون كرقيق (انظر مكتب المكتب الرئيسي الاقتصادي والإداري لإس إس). كل ثلاثة أشهر، وفقًا لسياسة قوات الأمن الخاصة، سيتم تقريبًا قتل جميع ساندركوماندوس الذين يعملون في مناطق القتل في معسكرات الموت واستبدالهم بالواصلين الجدد لضمان السرية. ومع ذلك، فقد نجا بعض السجناء لمدة تصل إلى عام أو أكثر لأنهم يمتلكون مهارات متخصصة. عادة ما تكون مهمة وحدة ساندركوماندوس الجديدة هي التخلص من جثث أسلافهم. حسبت الأبحاث أنه منذ إنشاء ساندركوماندوس لأول معسكر موت إلى تصفية المخيم، كان هناك ما يقرب من 14 جيلًا من ساندركوماندوس.

## الثورات

### عملية رينهارد
كانت هناك ثورتان معروفتان لساندركوماندوس في معسكرات الإبادة التي بنيت أثناء عملية رينهارد.
تريبلينكا
سوبيبور

## معرض الصور
- Sonderkommando in Auschwitz-Birkenau, 
August 1944 (clandestine photo)
- Sonderkommando in Auschwitz-Birkenau, 
August 1944 (clandestine photo)
- Sonderkommando in Auschwitz-Birkenau, 
August 1944 (clandestine photo)

- Sonderkommando in Auschwitz-Birkenau, 
August 1944. Incineration of corpses
- Sonderkommando in Auschwitz-Birkenau, 
August 1944
- Sonderkommando in Auschwitz-Birkenau, 
August 1944. The march to "showers"

### الحواشي
1. ↑  Friedländer (2009). Nazi Germany and the Jews, 1933–1945, pp. 355–356.
2. ↑  Shirer (1990). The Rise and Fall of the Third Reich, p. 970.
3. ↑  Langbein، Hermann (15 ديسمبر 2005). People in Auschwitz. Univ of North Carolina Press. ص. 193. ISBN:978-0-8078-6363-3. مؤرشف من الأصل في 2019-12-07.
4. ↑  Sofsky 1996, p. 267.
5. ↑  Sofsky 1996, p. 269.
6. ↑  Sofsky 1996, p. 271.
7. ↑  Sofsky 1996, p. 283.
8. ↑  Michael & Doerr (2002). Nazi-Deutsch/Nazi-German: An English Lexicon of the Language of the Third Reich, p. 209.
9. ↑  Wachsmann & Caplan, eds. (2010) Concentration Camps in Nazi Germany: The New Histories, p. 73.
10. ↑  Sofsky 1996, p. 271–273.
11. ↑  Greif (2005). We Wept Without Tears: Interviews with Jewish Survivors of the Auschwitz Sonderkommando, p. 4.
12. ↑  Greif (2005). We Wept Without Tears: Interviews with Jewish Survivors of the Auschwitz Sonderkommando, p. 327.
13. ↑  Dr. Miklos Nyiszli (1993). Auschwitz: A Doctor's Eyewitness Account. Arcade Publishing. ISBN:1-55970-202-8.

### قائمة المراجع
- شاري، نيكولاس، وليامز، دومينيك. (2016) مسائل الشهادة: تفسير مخطوطات أوشفيتز . نيويورك: بيرخان.
- فريدلاندير، شاول. (2009). ألمانيا النازية واليهود، 1933-1945 . نيويورك: هاربر الدائمة.
- جريف، جدعون (2005). بكينا بلا دموع: مقابلات مع الناجين اليهود من أوشفيتز Sonderkommando . نيو هافن، ط م: مطبعة جامعة ييل.
- مايكل، روبرت، ودوار، كارين (2002). النازية الألمانية / النازية الألمانية: معجم للغة الإنجليزية للرايخ الثالث . ويستبورت، ط م، الولايات المتحدة الأمريكية: مطبعة جرين وود.
- Shirer، William L. (1990) [1961]. صعود وسقوط الرايخ الثالث . نيويورك: MJF Books.
- Sofsky، Wolfgang (2013) [1996]. The Order of Terror: The Concentration Camp. Princeton, NJ, United States: Princeton University Press. ISBN:1400822181. مؤرشف من الأصل (Google Book, preview) في 2019-12-07.  Sofsky، Wolfgang (2013) [1996]. The Order of Terror: The Concentration Camp. Princeton, NJ, United States: Princeton University Press. ISBN:1400822181. مؤرشف من الأصل (Google Book, preview) في 2019-12-07.  Sofsky، Wolfgang (2013) [1996]. The Order of Terror: The Concentration Camp. Princeton, NJ, United States: Princeton University Press. ISBN:1400822181. مؤرشف من الأصل (Google Book, preview) في 2019-12-07.
- Wachsmann، Nikolaus، and Jane Caplan، eds. (2010). معسكرات الاعتقال في ألمانيا النازية: التاريخ الجديد . نيويورك: روتليدج.
- روايات شهود العيان من أعضاء Sonderkommando . تشمل المنشورات: